# Mistrzostwa Świata U-19 w Rugby Union Mężczyzn 1975
Mistrzostwa Świata U-19 w Rugby Union Mężczyzn 1975 – siódme mistrzostwa świata U-19 w rugby union mężczyzn zorganizowane przez FIRA, które odbyły się w Madrycie w dniach od 26 do 31 marca 1975 roku.

## Klasyfikacja końcowa
| Miejsce | Reprezentacja  |
| ------- | -------------- |
| 1       | Francja U-19   |
| 2       | Rumunia U-19   |
| 3       | Hiszpania U-19 |
| 4       | Włochy U-19    |
| 5       | RFN U-19       |
| 6       | Maroko U-19    |
| 7       | Holandia U-19  |
| 8       | Belgia U-19    |